# سر العائلة
سر العائلة عبارة عن سر يتم الاحتفاظ به في إطار الأسرة. ومعظم العائلات لها أسرارها، إلا أن نوع هذا السر وأهميته تختلف من عائلة لأخرى. ويمكن مشاركة أسرار العائلة من قبل كل أفراد العائلة أو من قبل بعض أفراد العائلة أو يحتفظ به أحد أفراد العائلة. ويمكن أن يتعلق هذا السر بأشياء محظورة،
مثل انتهاك القواعد أو قد تكون تلك الأسرار مجرد أسرار تقليدية. ومن هذه الأسرار المثلية الجنسية أو الزنا أو الطلاق أو الصحة العقلية أو الجريمة أو تعاطي مواد الإدمان أو الإساءة البدنية أو الإساءة النفسية أو السلوكيات الجنسية البشرية أو الحمل قبل الزواج أو الشراكة المنزلية أو تعاطي الكحوليات أو الانحراف. ومن بين الأسرار الأبسط؛ تعارضات الشخصية والوفاة والدين والأداء الأكاديمي ومشكلات الصحة البدنية. وأي أمر يمكن أن يرى أفراد العائلة أنه يمكن أن يمثل مصدرًا للتلهف والقلق يمكن أن يصبح سرًا من أسرار العائلة. ويرى بعض أفراد العائلة في الغالب أن الحفاظ على الأسرار يكون أمرًا هامًا للغاية من أجل الحفاظ على استمرارية العائلة، إلا أن الأسرار، مع مرور الوقت، يمكن أن تزيد من مستوى التلهف والقلق في العائلة. وتعد سرية الأسرار العائلية التي يتم كشفها من خلال المريض من المعضلات الأخلاقية للمستشارين والمعالجين.